# Апел на емоције
Апел на емоције (лат. argumentum ad passiones) је логичка заблуда коју карактерише манипулација емоцијама примаоца у циљу победе у расправи, посебно у одсуству доказа заснованих на чињеницама. Ова врста позивања на емоције је врста црвене харинге и обухвата неколико логичких заблуда, укључујући позивање на последице, апел на страх, апел на ласкање, апел на сажаљење, апел на понос, позивање на инат итд.
Важно је напоменути да понекад логички кохерентан аргумент може инспирисати емоције или имати емоционални аспект, али проблем и заблуда се јављају када се емоција користи уместо логичког аргумента, или да се прикрије чињеница да не постоји убедљив рационални разлог за нечију позицију. Скоро сви су подложни утицају емоција, па је позивање на емоције веома честа и ефикасна тактика аргумената, али је на крају нелогична, непоштена и има тенденцију да учини противнике емотивним.
Апел на емоције има за циљ да извуче унутрашња осећања од примаоца информације као што су страх, сажаљење и радост са крајњим циљем да га убеде да су изјаве које су представљене у погрешном аргументу тачне, односно нетачне.

## Историјат
Моћ емоција да утичу на расуђивање, укључујући политичке ставове, позната је још од класичне антике. Аристотел је у својој расправи Реторика описао емоционално узбуђење као кључно за убеђивање: „Говорник убеђује помоћу својих слушалаца, када их његов говор подстиче на емоције; јер судови које доносимо нису исти када смо под утицајем радости. или туге, љубави или мржње“. Аристотел је упозорио да емоције могу довести до веровања тамо где их није било, или да промене постојећа уверења, и могу да појачају или умање снагу којом се веровање држи.
Вековима касније, француски научник и филозоф Блез Паскал је написао да „Људи [...] не долазе до својих уверења на основу доказа, већ на основу онога што сматрају привлачним“. Барух Спиноза је окарактерисао емоције као да поседују моћ да „учине да ум буде склон да мисли једно а не друго.“ Не слажући се са Сенеком Млађим да емоција уништава разум, шкотски филозоф из 18. века Џорџ Кембел је уместо тога тврдио да су емоције савезници разума и да помажу у асимилацији знања. Међутим, Кембел је упозорио на савитљивост емоција и последични ризик у смислу сугестивности.
Ослањајући се на социјалну психологију свог времена, теоретичар пропаганде Едвард Бернајс је самоуверено тврдио да „у одређеним случајевима можемо извршити неку промену у јавном мњењу са приличним степеном тачности управљањем одређеним механизмом, баш као што возач аутомобила може да регулише брзину свог аутомобила манипулисањем протока бензина“. Бернајс је саветовао да, да би променио ставове маса, пропагандиста треба да циља на  „импулсе, навике и емоције“ и натера да „емоционалне струје“ делују на постизање циља.
Дру Вестен, професор психологије, психијатрије и бихејвиоралних наука на Универзитету Емори, ослањајући се на тренутна психијатријска и психолошка истраживања како би демонстрирао моћ емоција у утицају на политичку спознају и преференције, написао је да, „када се разум и емоција сударе, емоција неизбежно побјеђује“. Вестен верује да је еволуција оспособила људе да обрађују информације путем емоција и да људи више реагују на емоционалне сигнале него на рационалне аргументе. Сходно томе, Вестен верује да је емоција у центру ефективног убеђивања и да ће позивање на емоције увек победити позивање на разум: „Централни аспект уметности политичког убеђивања је стварање, учвршћивање и активирање мрежа које стварају првенствено позитивна осећања према вашем кандидату или странци и негативна осећања према противнику...“

## Утицај емоција на убеђивање

### Негативне емоције

#### Страх
Апел на страх (лат. argumentum ad metum или лат. argumentum in terrorem) је заблуда у којој особа покушава да створи подршку за идеју покушавајући да повећа страх према алтернативи. Апел на страх уобичајена је тактика у маркетингу, политици и медијима.
Покушаји владавине страхом и манипулације овом примарном људском емоцијом стари су колико и људско друштво, о томе сведочи и стара латинса изрека  “Завади па владај” (лат. Divide et impera) . Са једним од примера овакве манипулације суочио се цео свет у претходне две године. У тренутку када је Светска здравствена организација прогласила глобалну пандемију Корона вируса, планета је стала окована страхом  који паралише и елиминише рационално размишљање. Страхом од смрти.

##### Страх, неизвесност и сумња
Страх, неизвесност и сумња је позив на страх у продаји или маркетингу, у којој компанија шири негативне информације о производу конкурента. Термин је настао да опише тактику дезинформација у индустрији рачунарског хардвера и од тада се користи шире. Страх, неизвесност и сумња стварају ситуацију у којој се купци подстичу да купују по бренду, без обзира на релативне техничке предности. Противници одређених великих компјутерских корпорација наводе да је ширење страха, неизвесности и сумње неетичка маркетиншка техника коју ове корпорације свесно користе.

##### Страх као метод убеђивања
Апел страха се често користи у маркетингу и социјалној политици, као метод убеђивања. Страх је ефикасан алат за промену ставова. Ниво убеђивања не повећава се увек када се повећа претпостављена опасност. Студија о порукама јавних служби о сиди открила је да ако су поруке биле превише агресивне или застрашујуће, субјект их је одбацио; умерена количина страха је најефикаснији мењач става.
Други тврде да ниво страха није одлучујући за промену ставова путем процеса уверавања. Уместо тога, све док порука о тактици застрашивања укључује препоруку да се носите са страхом, она може да функционише.

#### Сажаљење
Апел на сажаљење (лат. argumentum ad misericordiam) је заблуда у којој неко покушава да добије подршку за аргумент или идеју искориштавањем осећања сажаљења или кривице свог противника.
Ова заблуда логике се такође назива Галилејевим аргументом. Једно од могућих објашњења за овај назив је да се односи на то када је Галилеј проглашен јеретиком због својих писања о Земљи, што је директно било у супротности са хришћанском теоријом у то време. Као резултат његових теорија, Галилео је стављен у кућни притвор, али му је и даље било дозвољено да настави да пише. Импликација овог наслова је да људи могу бити у искушењу да Галилеовој теорији дају већу тежину због тога колико је неправедно третиран.
Примери:
„Даме и господо пороте, погледајте овог јадника, у инвалидским колицима, не може да користи ноге. Да ли би такав човек заиста          могао да буде крив за проневеру?“
„Заиста заслужујем 5 на овом раду, професоре. Не само да сам учио током сахране моје баке, већ сам и пропустио операцију трансплантације срца, иако је то био први одговарајући донор у 3 године“.

#### Ласкање
Апел на ласкање је заблуда у којој особа користи ласкање, претеране комплименте, у покушају да утиче на сујету своје публике да придобије подршку на своју страну. Апел на ласкање је посебна врста позивања на емоције.
Ласкање се често користи да би се сакрила права намера идеје или предлога. Похвала нуди тренутну личну непажњу која често може ослабити расуђивање. Штавише, то је обично лукав облик позивања на последице, пошто је публика подложна ласкању све док се не успротиви ласкавцу.
Пример ласкања:
Један од најчешћих видова манипулације јесте улагивање и ласкање. Често наилазимо на људе који нас обасипају комплиментима и пренаглашеним изјавама љубави и наклоности. За разлику од искрене и аутентичне симпатије коју препознајемо код пријатеља, манипулативне особе настоје нас купити кроз креирање једне привидне слике присности и пријатељства. Њихове покушаје манипулације можемо препознати кроз слаткоречивост и покушаје да нас приволе кроз приказивање односа далеко приснијег него што он реално јесте. У оквиру овог вида манипулисања, често ћемо се сусрести са особама које ће нам на самом почетку познанства испричати целу своју животну причу са нагласком да се са нама добро разумеју, да никада нису срели некога попут нас, да смо ми једина особа којој могу да се отворе и оголе своју душу. На овај драматичан и пренаглашен начин исказивања својих „емоција“ оне настоје да код нас креирају осећање припадности и тако нам се приближе.

#### Исмевање
Апел на исмевање (који се назива и позив на вређање) је неформална заблуда која представља аргумент противника као апсурдан, смешан или духовит, те стога није вредан озбиљног разматрања.
Привлачност подсмеха се често налази у облику поређења нијансиране околности или аргумента са смешном уобичајеном појавом или са неком другом ирелевантношћу на основу комичног времена, игре речи или претварања противника и његовог аргумента у предмет шале. Ово је реторичка тактика која исмејава аргумент или становиште противника, покушавајући да инспирише емоционалну реакцију (што је чини врстом позивања на емоције) у публици и да истакне све контраинтуитивне аспекте тог аргумента, чинећи га глупим и супротним здравом разуму. Ово се обично ради исмевањем темеља аргумента који га представља на немилосрдан и превише поједностављен начин. Особа која користи тактику често користи сарказам у својим аргументима.
Пример позивања на исмевање:
Особа А: Некада у праисторији, континенти су били спојени у један суперконтинент, који називамо Пангеа.
Особа Б: Да, дефинитивно верујем да је пре стотинама милиона година неки ласер пресекао Земљу и разбио огромну копнену масу на много различитих делова.

#### Инат
Апел на инат (лат. argumentum ad odium)је заблуда у којој неко покушава да придобије наклоност за аргумент искоришћавањем постојећих осећања горчине, ината или злобе код противничке стране. То је покушај да се публика емоционално поколеба повезујући фигуру мржње са противљењем говорниковом аргументу. 
Пример ината:
„Не оперу, Хитлер је то волео, идемо уместо тога у циркус. 

### Позитивне емоције

#### Саосећање
Саосећање је моћна емоција која се користи како би нека порука била убедљивија. Намера је да се манипулише емоцијама читаоца, илустрацијом невоља или патњи коју трпе они који су блиски неком проблему, како би се изградила подршка за одређену тачку гледишта.
Напомиње се да апели који путем визуелних знакова или на неки други начин, се фокусирају на конкретне, појединачне жртве јаче утичу ставове примаоца и наводе га да нешто предузме, док, у ситуацији када је много људи укључено, апел има мањи утицај . !!!
Слике деце која пате су идеални покретачи инстинктивног саосећања.

#### Понос
Понос се потенцијално може посматрати као позитивна или негативна емоција, у зависности од контекста и начина на који се користи. Понос се може посматрати као позитивна емоција када је усредсређен на достигнућа која доводе до жеље да се помогне другима да постигну исто, али се може посматрати и као негативна емоција када је усредсређена на осећање супериорности које доводи до презира према другима.
Апел поносом је мало проучаван у контексту друштвеног утицаја. Једна студија чија је тема била веза поноса и убеђивања разматрала је улогу културе у њој, откривајући да су припадници колективистичке културе (Кина) повољније реаговали на апел заснован на поносу, док су чланови индивидуалистичке културе (САД) повољније реаговали на апел заснован на емпатији.

#### Олакшање
Неки истраживачи су тврдили да анксиозност коју прати олакшање доводи до прихватања захтева, пре него страх, јер олакшавање изазива привремено стање дезоријентације, услед које долази до непажљивије обраде информација остављајући појединце подложне утицају. 
Пример:
              Ако се постинге имунитет крда, живот ће се најбрже вратити у нормалу.

#### Нада
Предвиђа се да ће апел наде довести до пристрасности примаоца према емоционалном апелу, односо према препорукама које он носи, задржавајући добро расположење примаоца.
Експерименти су показали да су апели за наду успешни углавном код субјеката који су сами пријавили да су подложни страху.

Пример апела наде у маркетингу:
Овај човек је освојио милионе на лутрији. Једног дана то можеш бити и ти.

## Примери
Мислите на децу